# Giro d'Itàlia de 2023
El Giro d'Itàlia de 2023 fou l'edició número 106 del Giro d'Itàlia. Es disputà entre el 6 i el 28 de maig de 2023, amb un recorregut de 3.348,8 km distribuïts en 21 etapes, tres d'elles com a contrarellotge individual. La sortida va tenir lloc a Fossacesia, als Abruços, mentre el final fou a Roma. La cursa formava part del calendari de l'UCI World Tour 2023 amb un categoria 2.UWT.
El vencedor final fou l'eslovè Primož Roglič (Team Jumbo-Visma), que aconseguí el liderat en la darrera etapa de muntanya, amb final al Monte Lussari. El britànic Geraint Thomas (Ineos Grenadiers) i el portuguès João Almeida (UAE Team Emirates) completaren el podi. En les classificacions secundàries Jonathan Milan (Bahrain Victorious) guanyà la dels punts, Thibaut Pinot (Groupama-FDJ) la de la muntanya, João Almeida (UAE Team Emirates) la dels joves, Derek Gee (Israel-Premier Tech) la de la combativitat, Toms Skujiņš (Trek-Segafredo) la de les metes volants i Thomas Champion (Cofidis) la de la Fuga. El Bahrain Victorious fou el millor equip.

## Equips participants
Els 18 equips UCI World Tour són automàticament convidats i obligats a prendre part de la cursa. A banda, l'organitzador RCS Sport, convidà a quatre equips UCI ProTeams, el Green Project-Bardiani CSF-Faizanè, l'Eolo-Kometa, el Team Corratec-Selle Italia i l'Israel-Premier Tech, per acabar formant un gran grup amb 22 equips i 176 ciclistes.
| WorldTeams (18)- AG2R Citroën Team - Soudal Quick-Step - Ineos Grenadiers - Intermarché-Circus-Wanty - Alpecin-Deceuninck - Astana Qazaqstan Team - Bahrain Victorious - Bora-Hansgrohe - Cofidis - EF Education-EasyPost - Groupama-FDJ - Jumbo-Visma - Movistar Team - Arkéa-Samsic - Team DSM - Team Jayco AlUla - Trek-Segafredo - UAE Team Emirates ProTeams (4)- Eolo-Kometa - Green Project-Bardiani CSF-Faizanè - Israel-Premier Tech - Team Corratec-Selle Italia |
| |

## Etapes
| Etapa     | Data       | Ciutats d'etapa                     | type                      | Distància (km) | Desnivell (m) | Vencedor de l'etapa       | Líder de la general |
| --------- | ---------- | ----------------------------------- | ------------------------- | -------------- | ------------- | ------------------------- | ------------------- |
| 1a etapa  | 6 de maig  | Fossacesia – Ortona                 | contrarellotge individual | 19,6           | 100 m         | Remco Evenepoel           | Remco Evenepoel     |
| 2a etapa  | 7 de maig  | Teramo – San Salvo                  | etapa plana               | 202            | 1.400 m       | Jonathan Milan            | Remco Evenepoel     |
| 3a etapa  | 8 de maig  | Vasto – Melfi                       | etapa accidentada         | 216            | 1.400 m       | Michael Matthews          | Remco Evenepoel     |
| 4a etapa  | 9 de maig  | Venosa – Laceno                     | etapa de mitja muntanya   | 175            | 3.500 m       | Aurélien Paret-Peintre    | Andreas Leknessund  |
| 5a etapa  | 10 de maig | Atripalda – Salern                  | etapa accidentada         | 171            | 2.400 m       | Kaden Groves              | Andreas Leknessund  |
| 6a etapa  | 11 de maig | Nàpols – Nàpols                     | etapa accidentada         | 162            | 2.800 m       | Mads Pedersen             | Andreas Leknessund  |
| 7a etapa  | 12 de maig | Càpua – Gran Sasso                  | etapa de muntanya         | 218            | 3.900 m       | Davide Bais               | Andreas Leknessund  |
| 8a etapa  | 13 de maig | Terni – Fossombrone                 | etapa accidentada         | 207            | 2.500 m       | Ben Healy                 | Andreas Leknessund  |
| 9a etapa  | 14 de maig | Savignano sul Rubicone – Cesena     | contrarellotge individual | 35             | 50 m          | Remco Evenepoel           | Remco Evenepoel     |
|           | 15 de maig | Jornada de descans                  | Jornada de descans        |                |               |                           |                     |
| 10a etapa | 16 de maig | Scandiano – Viareggio               | etapa accidentada         | 196            | 2.600 m       | Magnus Cort Nielsen       | Geraint Thomas      |
| 11a etapa | 17 de maig | Camaiore – Tortona                  | etapa plana               | 219            | 2.100 m       | Pascal Ackermann          | Geraint Thomas      |
| 12a etapa | 18 de maig | Bra – Rivoli                        | etapa accidentada         | 179            | 2.300 m       | Nico Denz                 | Geraint Thomas      |
| 13a etapa | 19 de maig | Borgofranco d'Ivrea – Crans-Montana | etapa de muntanya         | 74,6           | 2.500 m       | Einer Rubio               | Geraint Thomas      |
| 14a etapa | 20 de maig | Sierre – Cassano Magnago            | etapa accidentada         | 193            | 1.600 m       | Nico Denz                 | Bruno Armirail      |
| 15a etapa | 21 de maig | Seregno – Bèrgam                    | etapa de muntanya         | 195            | 3.600 m       | Brandon McNulty           | Bruno Armirail      |
|           | 22 de maig | Jornada de descans                  | Jornada de descans        |                |               |                           |                     |
| 16a etapa | 23 de maig | Sabbio Chiese – Monte Bondone       | etapa de muntanya         | 203            | 5.200 m       | João Almeida              | Geraint Thomas      |
| 17a etapa | 24 de maig | Pergine Valsugana – Caorle          | etapa plana               | 195            | 300 m         | Alberto Dainese           | Geraint Thomas      |
| 18a etapa | 25 de maig | Oderzo – Val di Zoldo               | etapa de mitja muntanya   | 161            | 3.700 m       | Filippo Zana              | Geraint Thomas      |
| 19a etapa | 26 de maig | Longarone – Tre Cime di Lavaredo    | etapa de muntanya         | 183            | 5.400 m       | Santiago Buitrago Sánchez | Geraint Thomas      |
| 20a etapa | 27 de maig | Tarvisio – Monte Lussari            | cronoescalada             | 18,6           | 1.050 m       | Primož Roglič             | Primož Roglič       |
| 21a etapa | 28 de maig | Roma – Roma                         | etapa plana               | 126            | 500 m         | Mark Cavendish            | Primož Roglič       |

## Classificacions finals

### Classificació general
| \| Classificació general \| Classificació general \| Classificació general \| Classificació general \| Classificació general \| \| Corredor \| Corredor \| Equip \| Temps \| \| \| --------------------- \| ------------------------- \| --------------------- \| --------------------- \| --------------------- \| \| 1r \| Primož Roglič \| Jumbo-Visma \| 85h 29' 02" \| \| \| 2n \| Geraint Thomas \| Ineos Grenadiers \| + 14" \| \| \| 3r \| João Almeida \| UAE Team Emirates \| + 1' 15" \| \| \| 4t \| Damiano Caruso \| Bahrain Victorious \| + 4' 40" \| \| \| 5è \| Thibaut Pinot \| Groupama-FDJ \| + 5' 43" \| \| \| 6è \| Thymen Arensman \| Ineos Grenadiers \| + 6' 05" \| \| \| 7è \| Edward Dunbar \| Team Jayco AlUla \| + 7' 30" \| \| \| 8è \| Andreas Leknessund \| Team DSM \| + 7' 31" \| \| \| 9è \| Lennard Kämna \| Bora-Hansgrohe \| + 7' 46" \| \| \| 10è \| Laurens De Plus \| Ineos Grenadiers \| + 9' 08" \| \| \| 11è \| Einer Rubio \| Movistar Team \| + 10' 43" \| \| \| 12è \| Ilan Van Wilder \| Soudal Quick-Step \| + 11' 58" \| \| \| 13è \| Santiago Buitrago Sánchez \| Bahrain Victorious \| + 12' 21" \| \| \| 14è \| Sepp Kuss \| Jumbo-Visma \| + 13' 09" \| \| \| 15è \| Aurélien Paret-Peintre \| AG2R Citroën Team \| + 14' 13" \| \| \| 16è \| Bruno Armirail \| Groupama-FDJ \| + 17' 16" \| \| \| 17è \| Warren Barguil \| Arkéa-Samsic \| + 24' 06" \| \| \| 18è \| Filippo Zana \| Team Jayco AlUla \| + 33' 22" \| \| \| 19è \| Jack Haig \| Bahrain Victorious \| + 34' 46" \| \| \| 20è \| Patrick Konrad \| Bora-Hansgrohe \| + 37' 57" \| \| |                           |                    |             |
| |                           |                    |             |
| Font: ProCyclingStats |                           |                    |             |
| Classificació general |                           |                    |             |
| Corredor | Corredor                  | Equip              | Temps       |
| 1r | Primož Roglič             | Jumbo-Visma        | 85h 29' 02" |
| 2n | Geraint Thomas            | Ineos Grenadiers   | + 14"       |
| 3r | João Almeida              | UAE Team Emirates  | + 1' 15"    |
| 4t | Damiano Caruso            | Bahrain Victorious | + 4' 40"    |
| 5è | Thibaut Pinot             | Groupama-FDJ       | + 5' 43"    |
| 6è | Thymen Arensman           | Ineos Grenadiers   | + 6' 05"    |
| 7è | Edward Dunbar             | Team Jayco AlUla   | + 7' 30"    |
| 8è | Andreas Leknessund        | Team DSM           | + 7' 31"    |
| 9è | Lennard Kämna             | Bora-Hansgrohe     | + 7' 46"    |
| 10è | Laurens De Plus           | Ineos Grenadiers   | + 9' 08"    |
| 11è | Einer Rubio               | Movistar Team      | + 10' 43"   |
| 12è | Ilan Van Wilder           | Soudal Quick-Step  | + 11' 58"   |
| 13è | Santiago Buitrago Sánchez | Bahrain Victorious | + 12' 21"   |
| 14è | Sepp Kuss                 | Jumbo-Visma        | + 13' 09"   |
| 15è | Aurélien Paret-Peintre    | AG2R Citroën Team  | + 14' 13"   |
| 16è | Bruno Armirail            | Groupama-FDJ       | + 17' 16"   |
| 17è | Warren Barguil            | Arkéa-Samsic       | + 24' 06"   |
| 18è | Filippo Zana              | Team Jayco AlUla   | + 33' 22"   |
| 19è | Jack Haig                 | Bahrain Victorious | + 34' 46"   |
| 20è | Patrick Konrad            | Bora-Hansgrohe     | + 37' 57"   |

### Classificacions secundàries
| Classificació per punts | Classificació per punts | Classificació per punts | Classificació per punts | Classificació per punts |
| Corredor                | Corredor                | Equip                   | Punts                   |                         |
| ----------------------- | ----------------------- | ----------------------- | ----------------------- | ----------------------- |
| 1r                      | Jonathan Milan          | Bahrain Victorious      | 217 pts                 |                         |
| 2n                      | Derek Gee               | Israel-Premier Tech     | 164 pts                 |                         |
| 3r                      | Michael Matthews        | Team Jayco AlUla        | 101 pts                 |                         |
| 4t                      | Mark Cavendish          | Astana Qazaqstan Team   | 101 pts                 |                         |
| 5è                      | Pascal Ackermann        | UAE Team Emirates       | 95 pts                  |                         |
| 6è                      | Toms Skujiņš            | Trek-Segafredo          | 91 pts                  |                         |
| 7è                      | Nico Denz               | Bora-Hansgrohe          | 77 pts                  |                         |
| 8è                      | Magnus Cort Nielsen     | EF Education-EasyPost   | 68 pts                  |                         |
| 9è                      | Alberto Dainese         | Team DSM                | 63 pts                  |                         |
| 10è                     | Primož Roglič           | Jumbo-Visma             | 56 pts                  |                         |

| Classificació per punts | Classificació per punts | Classificació per punts | Classificació per punts | Classificació per punts |
| Corredor                | Corredor                | Equip                   | Punts                   |                         |
| ----------------------- | ----------------------- | ----------------------- | ----------------------- | ----------------------- |
| 1r                      | Jonathan Milan          | Bahrain Victorious      | 217 pts                 |                         |
| 2n                      | Derek Gee               | Israel-Premier Tech     | 164 pts                 |                         |
| 3r                      | Michael Matthews        | Team Jayco AlUla        | 101 pts                 |                         |
| 4t                      | Mark Cavendish          | Astana Qazaqstan Team   | 101 pts                 |                         |
| 5è                      | Pascal Ackermann        | UAE Team Emirates       | 95 pts                  |                         |
| 6è                      | Toms Skujiņš            | Trek-Segafredo          | 91 pts                  |                         |
| 7è                      | Nico Denz               | Bora-Hansgrohe          | 77 pts                  |                         |
| 8è                      | Magnus Cort Nielsen     | EF Education-EasyPost   | 68 pts                  |                         |
| 9è                      | Alberto Dainese         | Team DSM                | 63 pts                  |                         |
| 10è                     | Primož Roglič           | Jumbo-Visma             | 56 pts                  |                         |

| Classificació de la muntanya | Classificació de la muntanya | Classificació de la muntanya       | Classificació de la muntanya | Classificació de la muntanya |
| Corredor                     | Corredor                     | Equip                              | Punts                        |                              |
| ---------------------------- | ---------------------------- | ---------------------------------- | ---------------------------- | ---------------------------- |
| 1r                           | Thibaut Pinot                | Groupama-FDJ                       | 237 pts                      |                              |
| 2n                           | Derek Gee                    | Israel-Premier Tech                | 200 pts                      |                              |
| 3r                           | Ben Healy                    | EF Education-EasyPost              | 164 pts                      |                              |
| 4t                           | Davide Bais                  | Eolo-Kometa                        | 144 pts                      |                              |
| 5è                           | Einer Rubio                  | Movistar Team                      | 118 pts                      |                              |
| 6è                           | Primož Roglič                | Jumbo-Visma                        | 86 pts                       |                              |
| 7è                           | Santiago Buitrago Sánchez    | Bahrain Victorious                 | 82 pts                       |                              |
| 8è                           | Davide Gabburo               | Green Project-Bardiani CSF-Faizanè | 69 pts                       |                              |
| 9è                           | João Almeida                 | UAE Team Emirates                  | 67 pts                       |                              |
| 10è                          | Aurélien Paret-Peintre       | AG2R Citroën Team                  | 56 pts                       |                              |

| Classificació de la muntanya | Classificació de la muntanya | Classificació de la muntanya       | Classificació de la muntanya | Classificació de la muntanya |
| Corredor                     | Corredor                     | Equip                              | Punts                        |                              |
| ---------------------------- | ---------------------------- | ---------------------------------- | ---------------------------- | ---------------------------- |
| 1r                           | Thibaut Pinot                | Groupama-FDJ                       | 237 pts                      |                              |
| 2n                           | Derek Gee                    | Israel-Premier Tech                | 200 pts                      |                              |
| 3r                           | Ben Healy                    | EF Education-EasyPost              | 164 pts                      |                              |
| 4t                           | Davide Bais                  | Eolo-Kometa                        | 144 pts                      |                              |
| 5è                           | Einer Rubio                  | Movistar Team                      | 118 pts                      |                              |
| 6è                           | Primož Roglič                | Jumbo-Visma                        | 86 pts                       |                              |
| 7è                           | Santiago Buitrago Sánchez    | Bahrain Victorious                 | 82 pts                       |                              |
| 8è                           | Davide Gabburo               | Green Project-Bardiani CSF-Faizanè | 69 pts                       |                              |
| 9è                           | João Almeida                 | UAE Team Emirates                  | 67 pts                       |                              |
| 10è                          | Aurélien Paret-Peintre       | AG2R Citroën Team                  | 56 pts                       |                              |

| Classificació del millor jove | Classificació del millor jove | Classificació del millor jove | Classificació del millor jove | Classificació del millor jove |
| Corredor                      | Corredor                      | Equip                         | Temps                         |                               |
| ----------------------------- | ----------------------------- | ----------------------------- | ----------------------------- | ----------------------------- |
| 1r                            | João Almeida                  | UAE Team Emirates             | 85h 30' 17"                   |                               |
| 2n                            | Thymen Arensman               | Ineos Grenadiers              | + 4' 50"                      |                               |
| 3r                            | Andreas Leknessund            | Team DSM                      | + 6' 16"                      |                               |
| 4t                            | Einer Rubio                   | Movistar Team                 | + 9' 28"                      |                               |
| 5è                            | Ilan Van Wilder               | Soudal Quick-Step             | + 10' 43"                     |                               |
| 6è                            | Santiago Buitrago Sánchez     | Bahrain Victorious            | + 11' 06"                     |                               |
| 7è                            | Filippo Zana                  | Team Jayco AlUla              | + 32' 07"                     |                               |
| 8è                            | Laurens Huys                  | Intermarché-Circus-Wanty      | + 51' 03"                     |                               |
| 9è                            | Brandon McNulty               | UAE Team Emirates             | + 1h 06' 28"                  |                               |
| 10è                           | Marco Frigo                   | Israel-Premier Tech           | + 1h 23' 21"                  |                               |

| Classificació del millor jove | Classificació del millor jove | Classificació del millor jove | Classificació del millor jove | Classificació del millor jove |
| Corredor                      | Corredor                      | Equip                         | Temps                         |                               |
| ----------------------------- | ----------------------------- | ----------------------------- | ----------------------------- | ----------------------------- |
| 1r                            | João Almeida                  | UAE Team Emirates             | 85h 30' 17"                   |                               |
| 2n                            | Thymen Arensman               | Ineos Grenadiers              | + 4' 50"                      |                               |
| 3r                            | Andreas Leknessund            | Team DSM                      | + 6' 16"                      |                               |
| 4t                            | Einer Rubio                   | Movistar Team                 | + 9' 28"                      |                               |
| 5è                            | Ilan Van Wilder               | Soudal Quick-Step             | + 10' 43"                     |                               |
| 6è                            | Santiago Buitrago Sánchez     | Bahrain Victorious            | + 11' 06"                     |                               |
| 7è                            | Filippo Zana                  | Team Jayco AlUla              | + 32' 07"                     |                               |
| 8è                            | Laurens Huys                  | Intermarché-Circus-Wanty      | + 51' 03"                     |                               |
| 9è                            | Brandon McNulty               | UAE Team Emirates             | + 1h 06' 28"                  |                               |
| 10è                           | Marco Frigo                   | Israel-Premier Tech           | + 1h 23' 21"                  |                               |

| Classificació per equips | Classificació per equips | Classificació per equips | Classificació per equips |
| Equip                    | Equip                    | Temps                    |                          |
| ------------------------ | ------------------------ | ------------------------ | ------------------------ |
| 1r                       | Bahrain Victorious       | 256h 21' 18"             |                          |
| 2n                       | Ineos Grenadiers         | + 16' 22"                |                          |
| 3r                       | Jumbo-Visma              | + 30' 40"                |                          |
| 4t                       | UAE Team Emirates        | + 51' 53"                |                          |
| 5è                       | AG2R Citroën Team        | + 1h 21' 30"             |                          |
| 6è                       | Bora-Hansgrohe           | + 1h 25' 31"             |                          |
| 7è                       | Astana Qazaqstan Team    | + 1h 31' 44"             |                          |
| 8è                       | Team Jayco AlUla         | + 1h 32' 51"             |                          |
| 9è                       | Israel-Premier Tech      | + 1h 51' 54"             |                          |
| 10è                      | EF Education-EasyPost    | + 2h 18' 52"             |                          |

| Classificació per equips | Classificació per equips | Classificació per equips | Classificació per equips |
| Equip                    | Equip                    | Temps                    |                          |
| ------------------------ | ------------------------ | ------------------------ | ------------------------ |
| 1r                       | Bahrain Victorious       | 256h 21' 18"             |                          |
| 2n                       | Ineos Grenadiers         | + 16' 22"                |                          |
| 3r                       | Jumbo-Visma              | + 30' 40"                |                          |
| 4t                       | UAE Team Emirates        | + 51' 53"                |                          |
| 5è                       | AG2R Citroën Team        | + 1h 21' 30"             |                          |
| 6è                       | Bora-Hansgrohe           | + 1h 25' 31"             |                          |
| 7è                       | Astana Qazaqstan Team    | + 1h 31' 44"             |                          |
| 8è                       | Team Jayco AlUla         | + 1h 32' 51"             |                          |
| 9è                       | Israel-Premier Tech      | + 1h 51' 54"             |                          |
| 10è                      | EF Education-EasyPost    | + 2h 18' 52"             |                          |

## Evolució de les classificacions
| Etapa                  | Vencedor               | Classificació general | Classificació per punts | Classificació de la muntanya | Classificació dels joves | Trofeu Super Team  |
| ---------------------- | ---------------------- | --------------------- | ----------------------- | ---------------------------- | ------------------------ | ------------------ |
| 1                      | Remco Evenepoel        | Remco Evenepoel       | Remco Evenepoel         | Tao Geoghegan Hart           | Remco Evenepoel          | Ineos Grenadiers   |
| 2                      | Jonathan Milan         | Remco Evenepoel       | Jonathan Milan          | Paul Lapeira                 | Remco Evenepoel          | UAE Team Emirates  |
| 3                      | Michael Matthews       | Remco Evenepoel       | Jonathan Milan          | Thibaut Pinot                | Remco Evenepoel          | UAE Team Emirates  |
| 4                      | Aurélien Paret-Peintre | Andreas Leknessund    | Jonathan Milan          | Thibaut Pinot                | Andreas Leknessund       | Ineos Grenadiers   |
| 5                      | Kaden Groves           | Andreas Leknessund    | Jonathan Milan          | Thibaut Pinot                | Andreas Leknessund       | Ineos Grenadiers   |
| 6                      | Mads Pedersen          | Andreas Leknessund    | Jonathan Milan          | Thibaut Pinot                | Andreas Leknessund       | Ineos Grenadiers   |
| 7                      | Davide Bais            | Andreas Leknessund    | Jonathan Milan          | Davide Bais                  | Andreas Leknessund       | Ineos Grenadiers   |
| 8                      | Ben Healy              | Andreas Leknessund    | Jonathan Milan          | Davide Bais                  | Andreas Leknessund       | Ineos Grenadiers   |
| 9                      | Remco Evenepoel        | Remco Evenepoel       | Jonathan Milan          | Davide Bais                  | Remco Evenepoel          | Ineos Grenadiers   |
| 10                     | Magnus Cort Nielsen    | Geraint Thomas        | Jonathan Milan          | Davide Bais                  | João Almeida             | Ineos Grenadiers   |
| 11                     | Pascal Ackermann       | Geraint Thomas        | Jonathan Milan          | Davide Bais                  | João Almeida             | Ineos Grenadiers   |
| 12                     | Nico Denz              | Geraint Thomas        | Jonathan Milan          | Davide Bais                  | João Almeida             | Team Jumbo-Visma   |
| 13                     | Einer Rubio            | Geraint Thomas        | Jonathan Milan          | Thibaut Pinot                | João Almeida             | Team Jumbo-Visma   |
| 14                     | Nico Denz              | Bruno Armirail        | Jonathan Milan          | Davide Bais                  | João Almeida             | Bahrain Victorious |
| 15                     | Brandon McNulty        | Bruno Armirail        | Jonathan Milan          | Davide Bais                  | João Almeida             | Bahrain Victorious |
| 16                     | João Almeida           | Geraint Thomas        | Jonathan Milan          | Ben Healy                    | João Almeida             | Bahrain Victorious |
| 17                     | Alberto Dainese        | Geraint Thomas        | Jonathan Milan          | Ben Healy                    | João Almeida             | Bahrain Victorious |
| 18                     | Filippo Zana           | Geraint Thomas        | Jonathan Milan          | Thibaut Pinot                | João Almeida             | Bahrain Victorious |
| 19                     | Santiago Buitrago      | Geraint Thomas        | Jonathan Milan          | Thibaut Pinot                | João Almeida             | Bahrain Victorious |
| 20                     | Primož Roglič          | Primož Roglič         | Jonathan Milan          | Thibaut Pinot                | João Almeida             | Bahrain Victorious |
| 21                     | Mark Cavendish         | Primož Roglič         | Jonathan Milan          | Thibaut Pinot                | João Almeida             | Bahrain Victorious |
| Classificacions finals | Classificacions finals | Primož Roglič         | Jonathan Milan          | Thibaut Pinot                | João Almeida             | Bahrain Victorious |

## Participants
| Soudal Quick-Step SOQ | Soudal Quick-Step SOQ                | Soudal Quick-Step SOQ |
| --------------------- | ------------------------------------ | --------------------- |
| Núm                   | Ciclista                             | Pos                   |
| 1                     | Remco Evenepoel (BEL) (ruta i crono) | NP-10                 |
| 2                     | Davide Ballerini (ITA)               | NP-16                 |
| 3                     | Mattia Cattaneo (ITA)                | NP-11                 |
| 4                     | Josef Černý (CZE)                    | NP-11                 |
| 5                     | Jan Hirt (CZE)                       | NP-11                 |
| 6                     | Pieter Serry (BEL)                   | 60è                   |
| 7                     | Ilan Van Wilder (BEL)                | 12è                   |
| 8                     | Louis Vervaeke (BEL)                 | NP-11                 |

| AG2R Citroën Team ACT | AG2R Citroën Team ACT        | AG2R Citroën Team ACT |
| --------------------- | ---------------------------- | --------------------- |
| Núm                   | Ciclista                     | Pos                   |
| 11                    | Aurélien Paret-Peintre (FRA) | 15è                   |
| 12                    | Alex Baudin (FRA)            | 73è                   |
| 13                    | Mikaël Cherel (FRA)          | DNF-12                |
| 14                    | Paul Lapeira (FRA)           | DNF-4                 |
| 15                    | Valentin Paret-Peintre (FRA) | 37è                   |
| 16                    | Nicolas Prodhomme (FRA)      | 23è                   |
| 17                    | Andrea Vendrame (ITA)        | NP-11                 |
| 18                    | Lawrence Warbasse (USA)      | 44è                   |

| Alpecin-Deceuninck ADC | Alpecin-Deceuninck ADC  | Alpecin-Deceuninck ADC |
| ---------------------- | ----------------------- | ---------------------- |
| Núm                    | Ciclista                | Pos                    |
| 21                     | Stefano Oldani (ITA)    | 45è                    |
| 22                     | Nicola Conci (ITA)      | NP-7                   |
| 23                     | Kaden Groves (AUS)      | DNF-12                 |
| 24                     | Alexander Krieger (GER) | 121è                   |
| 25                     | Senne Leysen (BEL)      | 91è                    |
| 26                     | Oscar Riesebeek (NED)   | NP-10                  |
| 27                     | Kristian Sbaragli (ITA) | 85è                    |
| 28                     | Ramon Sinkeldam (NED)   | NP-5                   |

| Astana Qazaqstan Team AST | Astana Qazaqstan Team AST   | Astana Qazaqstan Team AST |
| ------------------------- | --------------------------- | ------------------------- |
| Núm                       | Ciclista                    | Pos                       |
| 31                        | Mark Cavendish (GBR) (ruta) | 120è                      |
| 32                        | Samuele Battistella (ITA)   | NP-14                     |
| 33                        | Joe Dombrowski (USA)        | 59è                       |
| 34                        | Gianni Moscon (ITA)         | 107è                      |
| 35                        | Vadim Pronskiy (KAZ)        | 43è                       |
| 36                        | Luis León Sánchez Gil (ESP) | 24è                       |
| 37                        | Cristian Scaroni (ITA)      | 58è                       |
| 38                        | Simone Velasco (ITA)        | 26è                       |

| Bahrain Victorious TBV | Bahrain Victorious TBV          | Bahrain Victorious TBV |
| ---------------------- | ------------------------------- | ---------------------- |
| Núm                    | Ciclista                        | Pos                    |
| 41                     | Jack Haig (AUS)                 | 19è                    |
| 42                     | Yukiya Arashiro (JPN) (ruta)    | 123è                   |
| 43                     | Santiago Buitrago Sánchez (COL) | 13è                    |
| 44                     | Damiano Caruso (ITA)            | 4t                     |
| 45                     | Jonathan Milan (ITA)            | 103è                   |
| 46                     | Andrea Pasqualon (ITA)          | 65è                    |
| 47                     | Jasha Sütterlin (GER)           | 75è                    |
| 48                     | Edoardo Zambanini (ITA)         | 40è                    |

| Bora-Hansgrohe BOH | Bora-Hansgrohe BOH          | Bora-Hansgrohe BOH |
| ------------------ | --------------------------- | ------------------ |
| Núm                | Ciclista                    | Pos                |
| 51                 | Aleksandr Vlàssov           | DNF-10             |
| 52                 | Giovanni Aleotti (ITA)      | NP-7               |
| 53                 | Cesare Benedetti (POL)      | 102è               |
| 54                 | Nico Denz (GER)             | 57è                |
| 55                 | Bob Jungels (LUX) (crono)   | 39è                |
| 56                 | Lennard Kämna (GER) (crono) | 9è                 |
| 57                 | Patrick Konrad (AUT)        | 20è                |
| 58                 | Anton Palzer (GER)          | 51è                |

| Cofidis COF | Cofidis COF                    | Cofidis COF |
| ----------- | ------------------------------ | ----------- |
| Núm         | Ciclista                       | Pos         |
| 61          | Simone Consonni (ITA)          | 111è        |
| 62          | François Bidard (FRA)          | 54è         |
| 63          | Davide Cimolai (ITA)           | NP-9        |
| 64          | Thomas Champion (FRA)          | 66è         |
| 65          | Alexandre Delettre (FRA)       | 89è         |
| 66          | Jonathan Lastra Martínez (ESP) | 35è         |
| 67          | Rémy Rochas (FRA)              | NP-5        |
| 68          | Hugo Toumire (FRA)             | 83è         |

| EF Education-EasyPost EFE | EF Education-EasyPost EFE             | EF Education-EasyPost EFE |
| ------------------------- | ------------------------------------- | ------------------------- |
| Núm                       | Ciclista                              | Pos                       |
| 71                        | Rigoberto Urán (COL)                  | NP-10                     |
| 72                        | Jonathan Caicedo Cepeda (ECU) (crono) | NP-11                     |
| 73                        | Hugh Carthy (GBR)                     | NP-19                     |
| 74                        | Alexander Cepeda (ECU)                | 53è                       |
| 75                        | Stefan de Bod (RSA) (crono)           | NP-14                     |
| 76                        | Ben Healy (IRL) (crono)               | 55è                       |
| 77                        | Alberto Bettiol (ITA)                 | 48è                       |
| 78                        | Magnus Cort Nielsen (DEN)             | 62è                       |

| Eolo-Kometa EOK | Eolo-Kometa EOK           | Eolo-Kometa EOK |
| --------------- | ------------------------- | --------------- |
| Núm             | Ciclista                  | Pos             |
| 81              | Vincenzo Albanese (ITA)   | 70è             |
| 82              | Davide Bais (ITA)         | 81è             |
| 83              | Mattia Bais (ITA)         | 47è             |
| 84              | Erik Fetter (HUN) (crono) | DNF-10          |
| 85              | Lorenzo Fortunato (ITA)   | 21è             |
| 86              | Francesco Gavazzi (ITA)   | 67è             |
| 87              | Mirco Maestri (ITA)       | 78è             |
| 88              | Diego Sevilla (ESP)       | 96è             |

| Green Project-Bardiani CSF-Faizanè BCF | Green Project-Bardiani CSF-Faizanè BCF | Green Project-Bardiani CSF-Faizanè BCF |
| -------------------------------------- | -------------------------------------- | -------------------------------------- |
| Núm                                    | Ciclista                               | Pos                                    |
| 91                                     | Filippo Fiorelli (ITA)                 | 114è                                   |
| 92                                     | Luca Covili (ITA)                      | NP-18                                  |
| 93                                     | Davide Gabburo (ITA)                   | 64è                                    |
| 94                                     | Filippo Magli (ITA)                    | 106è                                   |
| 95                                     | Martin Marcellusi (ITA)                | 99è                                    |
| 96                                     | Henok Mulubrhan (ERI) (ruta)           | 87è                                    |
| 97                                     | Alessandro Tonelli (ITA)               | 42è                                    |
| 98                                     | Samuele Zoccarato (ITA)                | DNF-8                                  |

| Groupama-FDJ GFC | Groupama-FDJ GFC             | Groupama-FDJ GFC |
| ---------------- | ---------------------------- | ---------------- |
| Núm              | Ciclista                     | Pos              |
| 101              | Thibaut Pinot (FRA)          | 5è               |
| 102              | Bruno Armirail (FRA) (crono) | 16è              |
| 103              | Ignatas Konovalovas (LTU)    | 105è             |
| 104              | Stefan Küng (SUI)            | NP-10            |
| 105              | Fabian Lienhard (SUI)        | 113è             |
| 106              | Rudy Molard (FRA)            | 69è              |
| 107              | Jake Stewart (GBR)           | 92è              |
| 109              | Lars van den Berg (NED)      | NP-8             |

| Ineos Grenadiers IGD | Ineos Grenadiers IGD        | Ineos Grenadiers IGD |
| -------------------- | --------------------------- | -------------------- |
| Núm                  | Ciclista                    | Pos                  |
| 111                  | Tao Geoghegan Hart (GBR)    | DNF-11               |
| 112                  | Thymen Arensman (NED)       | 6è                   |
| 113                  | Laurens De Plus (BEL)       | 10è                  |
| 114                  | Filippo Ganna (ITA) (crono) | NP-8                 |
| 115                  | Salvatore Puccio (ITA)      | 72è                  |
| 116                  | Pàvel Sivakov (FRA)         | DNF-16               |
| 117                  | Ben Swift (GBR)             | 61è                  |
| 118                  | Geraint Thomas (GBR)        | 2n                   |

| Intermarché-Circus-Wanty ICW | Intermarché-Circus-Wanty ICW | Intermarché-Circus-Wanty ICW |
| ---------------------------- | ---------------------------- | ---------------------------- |
| Núm                          | Ciclista                     | Pos                          |
| 121                          | Lorenzo Rota (ITA)           | 46è                          |
| 122                          | Niccolò Bonifazio (ITA)      | NP-18                        |
| 123                          | Sven Erik Bystrøm (NOR)      | NP-10                        |
| 124                          | Laurens Huys (BEL)           | 27è                          |
| 125                          | Arne Marit (BEL)             | 112è                         |
| 126                          | Simone Petilli (ITA)         | DNF-10                       |
| 127                          | Laurenz Rex (BEL)            | 88è                          |
| 128                          | Rein Taaramäe (EST) (crono)  | NP-10                        |

| Israel-Premier Tech IPT | Israel-Premier Tech IPT  | Israel-Premier Tech IPT |
| ----------------------- | ------------------------ | ----------------------- |
| Núm                     | Ciclista                 | Pos                     |
| 131                     | Domenico Pozzovivo (ITA) | NP-10                   |
| 132                     | Sebastian Berwick (AUS)  | 71è                     |
| 133                     | Simon Clarke (AUS)       | NP-16                   |
| 134                     | Marco Frigo (ITA)        | 32è                     |
| 135                     | Derek Gee (CAN) (crono)  | 22è                     |
| 136                     | Matthew Riccitello (USA) | 56è                     |
| 137                     | Mads Würtz Schmidt (DEN) | NP-10                   |
| 138                     | Stephen Williams (GBR)   | 93è                     |

| Jumbo-Visma TJV | Jumbo-Visma TJV       | Jumbo-Visma TJV |
| --------------- | --------------------- | --------------- |
| Núm             | Ciclista              | Pos             |
| 141             | Primož Roglič (SLO)   | 1r              |
| 142             | Edoardo Affini (ITA)  | 94è             |
| 143             | Koen Bouwman (NED)    | 25è             |
| 144             | Rohan Dennis (AUS)    | 41è             |
| 145             | Michel Hessmann (GER) | 33è             |
| 146             | Sepp Kuss (USA)       | 14è             |
| 147             | Thomas Gloag (GBR)    | 76è             |
| 148             | Sam Oomen (NED)       | 36è             |

| Movistar Team MOV | Movistar Team MOV                  | Movistar Team MOV |
| ----------------- | ---------------------------------- | ----------------- |
| Núm               | Ciclista                           | Pos               |
| 151               | Fernando Gaviria Rendón (COL)      | 118è              |
| 152               | William Barta (USA)                | 52è               |
| 153               | Max Kanter (GER)                   | 110è              |
| 154               | Óscar Rodríguez Garaicoechea (ESP) | DNF-11            |
| 155               | José Joaquín Rojas Gil (ESP)       | 79è               |
| 156               | Einer Rubio (COL)                  | 11è               |
| 157               | Albert Torres Barceló (ESP)        | 122è              |
| 158               | Carlos Verona Quintanilla (ESP)    | 49è               |

| Arkéa-Samsic ARK | Arkéa-Samsic ARK         | Arkéa-Samsic ARK |
| ---------------- | ------------------------ | ---------------- |
| Núm              | Ciclista                 | Pos              |
| 161              | Warren Barguil (FRA)     | 17è              |
| 162              | Maxime Bouet (FRA)       | 80è              |
| 163              | David Dekker (NED)       | DNF-8            |
| 164              | Thibault Guernalec (FRA) | 90è              |
| 165              | Michel Ries (LUX)        | 86è              |
| 166              | Alan Riou (FRA)          | 116è             |
| 167              | Clément Russo (FRA)      | NP-6             |
| 168              | Alessandro Verre (ITA)   | DNF-14           |

| Team Corratec-Selle Italia COR | Team Corratec-Selle Italia COR | Team Corratec-Selle Italia COR |
| ------------------------------ | ------------------------------ | ------------------------------ |
| Núm                            | Ciclista                       | Pos                            |
| 171                            | Valerio Conti (ITA)            | NP-5                           |
| 172                            | Nicolas Dalla Valle (ITA)      | 125è                           |
| 173                            | Stefano Gandin (ITA)           | NP-11                          |
| 174                            | Alessandro Iacchi (ITA)        | 119è                           |
| 175                            | Alexander Konychev (ITA)       | 100è                           |
| 176                            | Charlie Quaterman (GBR)        | 115è                           |
| 177                            | Veljko Stojnić (SRB)           | 101è                           |
| 178                            | Karel Vacek (CZE)              | 84è                            |

| Team DSM DSM | Team DSM DSM                  | Team DSM DSM |
| ------------ | ----------------------------- | ------------ |
| Núm          | Ciclista                      | Pos          |
| 181          | Andreas Leknessund (NOR)      | 8è           |
| 182          | Alberto Dainese (ITA)         | 124è         |
| 183          | Jonas Iversby Hvideberg (NOR) | 117è         |
| 184          | Niklas Märkl (GER)            | 104è         |
| 185          | Marius Mayrhofer (GER)        | 74è          |
| 186          | Florian Stork (GER)           | DNF-8        |
| 187          | Martijn Tusveld (NED)         | DNF-10       |
| 188          | Harm Vanhoucke (BEL)          | DNF-12       |

| Team Jayco AlUla JAY | Team Jayco AlUla JAY       | Team Jayco AlUla JAY |
| -------------------- | -------------------------- | -------------------- |
| Núm                  | Ciclista                   | Pos                  |
| 191                  | Michael Matthews (AUS)     | 63è                  |
| 192                  | Alessandro De Marchi (ITA) | 38è                  |
| 193                  | Edward Dunbar (IRL)        | 7è                   |
| 194                  | Michael Hepburn (AUS)      | 77è                  |
| 195                  | Lukas Pöstlberger (AUT)    | 95è                  |
| 196                  | Callum Scotson (AUS)       | NP-10                |
| 197                  | Campbell Stewart (NZL)     | 108è                 |
| 198                  | Filippo Zana (ITA) (ruta)  | 18è                  |

| Trek-Segafredo TFS | Trek-Segafredo TFS           | Trek-Segafredo TFS |
| ------------------ | ---------------------------- | ------------------ |
| Núm                | Ciclista                     | Pos                |
| 201                | Mads Pedersen (DEN)          | NP-13              |
| 202                | Amanuel Gebrezgabihier (ERI) | NP-16              |
| 203                | Daan Hoole (NED)             | 109è               |
| 204                | Alex Kirsch (LUX)            | 97è                |
| 205                | Bauke Mollema (NED) (crono)  | 50è                |
| 206                | Toms Skujiņš (LAT) (crono)   | 31è                |
| 207                | Natnael Tesfatsion (ERI)     | NP-11              |
| 208                | Otto Vergaerde (BEL)         | 98è                |

| UAE Team Emirates UAD | UAE Team Emirates UAD     | UAE Team Emirates UAD |
| --------------------- | ------------------------- | --------------------- |
| Núm                   | Ciclista                  | Pos                   |
| 211                   | João Almeida (POR) (ruta) | 3r                    |
| 212                   | Pascal Ackermann (GER)    | 82è                   |
| 213                   | Alessandro Covi (ITA)     | NP-12                 |
| 214                   | Davide Formolo (ITA)      | 30è                   |
| 215                   | Ryan Gibbons (RSA)        | 68è                   |
| 216                   | Brandon McNulty (USA)     | 29è                   |
| 217                   | Diego Ulissi (ITA)        | 28è                   |
| 218                   | Jay Vine (AUS) (crono)    | 34è                   |

| Soudal Quick-Step SOQ | Soudal Quick-Step SOQ                | Soudal Quick-Step SOQ |
| --------------------- | ------------------------------------ | --------------------- |
| Núm                   | Ciclista                             | Pos                   |
| 1                     | Remco Evenepoel (BEL) (ruta i crono) | NP-10                 |
| 2                     | Davide Ballerini (ITA)               | NP-16                 |
| 3                     | Mattia Cattaneo (ITA)                | NP-11                 |
| 4                     | Josef Černý (CZE)                    | NP-11                 |
| 5                     | Jan Hirt (CZE)                       | NP-11                 |
| 6                     | Pieter Serry (BEL)                   | 60è                   |
| 7                     | Ilan Van Wilder (BEL)                | 12è                   |
| 8                     | Louis Vervaeke (BEL)                 | NP-11                 |

| AG2R Citroën Team ACT | AG2R Citroën Team ACT        | AG2R Citroën Team ACT |
| --------------------- | ---------------------------- | --------------------- |
| Núm                   | Ciclista                     | Pos                   |
| 11                    | Aurélien Paret-Peintre (FRA) | 15è                   |
| 12                    | Alex Baudin (FRA)            | 73è                   |
| 13                    | Mikaël Cherel (FRA)          | DNF-12                |
| 14                    | Paul Lapeira (FRA)           | DNF-4                 |
| 15                    | Valentin Paret-Peintre (FRA) | 37è                   |
| 16                    | Nicolas Prodhomme (FRA)      | 23è                   |
| 17                    | Andrea Vendrame (ITA)        | NP-11                 |
| 18                    | Lawrence Warbasse (USA)      | 44è                   |

| Alpecin-Deceuninck ADC | Alpecin-Deceuninck ADC  | Alpecin-Deceuninck ADC |
| ---------------------- | ----------------------- | ---------------------- |
| Núm                    | Ciclista                | Pos                    |
| 21                     | Stefano Oldani (ITA)    | 45è                    |
| 22                     | Nicola Conci (ITA)      | NP-7                   |
| 23                     | Kaden Groves (AUS)      | DNF-12                 |
| 24                     | Alexander Krieger (GER) | 121è                   |
| 25                     | Senne Leysen (BEL)      | 91è                    |
| 26                     | Oscar Riesebeek (NED)   | NP-10                  |
| 27                     | Kristian Sbaragli (ITA) | 85è                    |
| 28                     | Ramon Sinkeldam (NED)   | NP-5                   |

| Astana Qazaqstan Team AST | Astana Qazaqstan Team AST   | Astana Qazaqstan Team AST |
| ------------------------- | --------------------------- | ------------------------- |
| Núm                       | Ciclista                    | Pos                       |
| 31                        | Mark Cavendish (GBR) (ruta) | 120è                      |
| 32                        | Samuele Battistella (ITA)   | NP-14                     |
| 33                        | Joe Dombrowski (USA)        | 59è                       |
| 34                        | Gianni Moscon (ITA)         | 107è                      |
| 35                        | Vadim Pronskiy (KAZ)        | 43è                       |
| 36                        | Luis León Sánchez Gil (ESP) | 24è                       |
| 37                        | Cristian Scaroni (ITA)      | 58è                       |
| 38                        | Simone Velasco (ITA)        | 26è                       |

| Bahrain Victorious TBV | Bahrain Victorious TBV          | Bahrain Victorious TBV |
| ---------------------- | ------------------------------- | ---------------------- |
| Núm                    | Ciclista                        | Pos                    |
| 41                     | Jack Haig (AUS)                 | 19è                    |
| 42                     | Yukiya Arashiro (JPN) (ruta)    | 123è                   |
| 43                     | Santiago Buitrago Sánchez (COL) | 13è                    |
| 44                     | Damiano Caruso (ITA)            | 4t                     |
| 45                     | Jonathan Milan (ITA)            | 103è                   |
| 46                     | Andrea Pasqualon (ITA)          | 65è                    |
| 47                     | Jasha Sütterlin (GER)           | 75è                    |
| 48                     | Edoardo Zambanini (ITA)         | 40è                    |

| Bora-Hansgrohe BOH | Bora-Hansgrohe BOH          | Bora-Hansgrohe BOH |
| ------------------ | --------------------------- | ------------------ |
| Núm                | Ciclista                    | Pos                |
| 51                 | Aleksandr Vlàssov           | DNF-10             |
| 52                 | Giovanni Aleotti (ITA)      | NP-7               |
| 53                 | Cesare Benedetti (POL)      | 102è               |
| 54                 | Nico Denz (GER)             | 57è                |
| 55                 | Bob Jungels (LUX) (crono)   | 39è                |
| 56                 | Lennard Kämna (GER) (crono) | 9è                 |
| 57                 | Patrick Konrad (AUT)        | 20è                |
| 58                 | Anton Palzer (GER)          | 51è                |

| Cofidis COF | Cofidis COF                    | Cofidis COF |
| ----------- | ------------------------------ | ----------- |
| Núm         | Ciclista                       | Pos         |
| 61          | Simone Consonni (ITA)          | 111è        |
| 62          | François Bidard (FRA)          | 54è         |
| 63          | Davide Cimolai (ITA)           | NP-9        |
| 64          | Thomas Champion (FRA)          | 66è         |
| 65          | Alexandre Delettre (FRA)       | 89è         |
| 66          | Jonathan Lastra Martínez (ESP) | 35è         |
| 67          | Rémy Rochas (FRA)              | NP-5        |
| 68          | Hugo Toumire (FRA)             | 83è         |

| EF Education-EasyPost EFE | EF Education-EasyPost EFE             | EF Education-EasyPost EFE |
| ------------------------- | ------------------------------------- | ------------------------- |
| Núm                       | Ciclista                              | Pos                       |
| 71                        | Rigoberto Urán (COL)                  | NP-10                     |
| 72                        | Jonathan Caicedo Cepeda (ECU) (crono) | NP-11                     |
| 73                        | Hugh Carthy (GBR)                     | NP-19                     |
| 74                        | Alexander Cepeda (ECU)                | 53è                       |
| 75                        | Stefan de Bod (RSA) (crono)           | NP-14                     |
| 76                        | Ben Healy (IRL) (crono)               | 55è                       |
| 77                        | Alberto Bettiol (ITA)                 | 48è                       |
| 78                        | Magnus Cort Nielsen (DEN)             | 62è                       |

| Eolo-Kometa EOK | Eolo-Kometa EOK           | Eolo-Kometa EOK |
| --------------- | ------------------------- | --------------- |
| Núm             | Ciclista                  | Pos             |
| 81              | Vincenzo Albanese (ITA)   | 70è             |
| 82              | Davide Bais (ITA)         | 81è             |
| 83              | Mattia Bais (ITA)         | 47è             |
| 84              | Erik Fetter (HUN) (crono) | DNF-10          |
| 85              | Lorenzo Fortunato (ITA)   | 21è             |
| 86              | Francesco Gavazzi (ITA)   | 67è             |
| 87              | Mirco Maestri (ITA)       | 78è             |
| 88              | Diego Sevilla (ESP)       | 96è             |

| Green Project-Bardiani CSF-Faizanè BCF | Green Project-Bardiani CSF-Faizanè BCF | Green Project-Bardiani CSF-Faizanè BCF |
| -------------------------------------- | -------------------------------------- | -------------------------------------- |
| Núm                                    | Ciclista                               | Pos                                    |
| 91                                     | Filippo Fiorelli (ITA)                 | 114è                                   |
| 92                                     | Luca Covili (ITA)                      | NP-18                                  |
| 93                                     | Davide Gabburo (ITA)                   | 64è                                    |
| 94                                     | Filippo Magli (ITA)                    | 106è                                   |
| 95                                     | Martin Marcellusi (ITA)                | 99è                                    |
| 96                                     | Henok Mulubrhan (ERI) (ruta)           | 87è                                    |
| 97                                     | Alessandro Tonelli (ITA)               | 42è                                    |
| 98                                     | Samuele Zoccarato (ITA)                | DNF-8                                  |

| Groupama-FDJ GFC | Groupama-FDJ GFC             | Groupama-FDJ GFC |
| ---------------- | ---------------------------- | ---------------- |
| Núm              | Ciclista                     | Pos              |
| 101              | Thibaut Pinot (FRA)          | 5è               |
| 102              | Bruno Armirail (FRA) (crono) | 16è              |
| 103              | Ignatas Konovalovas (LTU)    | 105è             |
| 104              | Stefan Küng (SUI)            | NP-10            |
| 105              | Fabian Lienhard (SUI)        | 113è             |
| 106              | Rudy Molard (FRA)            | 69è              |
| 107              | Jake Stewart (GBR)           | 92è              |
| 109              | Lars van den Berg (NED)      | NP-8             |

| Ineos Grenadiers IGD | Ineos Grenadiers IGD        | Ineos Grenadiers IGD |
| -------------------- | --------------------------- | -------------------- |
| Núm                  | Ciclista                    | Pos                  |
| 111                  | Tao Geoghegan Hart (GBR)    | DNF-11               |
| 112                  | Thymen Arensman (NED)       | 6è                   |
| 113                  | Laurens De Plus (BEL)       | 10è                  |
| 114                  | Filippo Ganna (ITA) (crono) | NP-8                 |
| 115                  | Salvatore Puccio (ITA)      | 72è                  |
| 116                  | Pàvel Sivakov (FRA)         | DNF-16               |
| 117                  | Ben Swift (GBR)             | 61è                  |
| 118                  | Geraint Thomas (GBR)        | 2n                   |

| Intermarché-Circus-Wanty ICW | Intermarché-Circus-Wanty ICW | Intermarché-Circus-Wanty ICW |
| ---------------------------- | ---------------------------- | ---------------------------- |
| Núm                          | Ciclista                     | Pos                          |
| 121                          | Lorenzo Rota (ITA)           | 46è                          |
| 122                          | Niccolò Bonifazio (ITA)      | NP-18                        |
| 123                          | Sven Erik Bystrøm (NOR)      | NP-10                        |
| 124                          | Laurens Huys (BEL)           | 27è                          |
| 125                          | Arne Marit (BEL)             | 112è                         |
| 126                          | Simone Petilli (ITA)         | DNF-10                       |
| 127                          | Laurenz Rex (BEL)            | 88è                          |
| 128                          | Rein Taaramäe (EST) (crono)  | NP-10                        |

| Israel-Premier Tech IPT | Israel-Premier Tech IPT  | Israel-Premier Tech IPT |
| ----------------------- | ------------------------ | ----------------------- |
| Núm                     | Ciclista                 | Pos                     |
| 131                     | Domenico Pozzovivo (ITA) | NP-10                   |
| 132                     | Sebastian Berwick (AUS)  | 71è                     |
| 133                     | Simon Clarke (AUS)       | NP-16                   |
| 134                     | Marco Frigo (ITA)        | 32è                     |
| 135                     | Derek Gee (CAN) (crono)  | 22è                     |
| 136                     | Matthew Riccitello (USA) | 56è                     |
| 137                     | Mads Würtz Schmidt (DEN) | NP-10                   |
| 138                     | Stephen Williams (GBR)   | 93è                     |

| Jumbo-Visma TJV | Jumbo-Visma TJV       | Jumbo-Visma TJV |
| --------------- | --------------------- | --------------- |
| Núm             | Ciclista              | Pos             |
| 141             | Primož Roglič (SLO)   | 1r              |
| 142             | Edoardo Affini (ITA)  | 94è             |
| 143             | Koen Bouwman (NED)    | 25è             |
| 144             | Rohan Dennis (AUS)    | 41è             |
| 145             | Michel Hessmann (GER) | 33è             |
| 146             | Sepp Kuss (USA)       | 14è             |
| 147             | Thomas Gloag (GBR)    | 76è             |
| 148             | Sam Oomen (NED)       | 36è             |

| Movistar Team MOV | Movistar Team MOV                  | Movistar Team MOV |
| ----------------- | ---------------------------------- | ----------------- |
| Núm               | Ciclista                           | Pos               |
| 151               | Fernando Gaviria Rendón (COL)      | 118è              |
| 152               | William Barta (USA)                | 52è               |
| 153               | Max Kanter (GER)                   | 110è              |
| 154               | Óscar Rodríguez Garaicoechea (ESP) | DNF-11            |
| 155               | José Joaquín Rojas Gil (ESP)       | 79è               |
| 156               | Einer Rubio (COL)                  | 11è               |
| 157               | Albert Torres Barceló (ESP)        | 122è              |
| 158               | Carlos Verona Quintanilla (ESP)    | 49è               |

| Arkéa-Samsic ARK | Arkéa-Samsic ARK         | Arkéa-Samsic ARK |
| ---------------- | ------------------------ | ---------------- |
| Núm              | Ciclista                 | Pos              |
| 161              | Warren Barguil (FRA)     | 17è              |
| 162              | Maxime Bouet (FRA)       | 80è              |
| 163              | David Dekker (NED)       | DNF-8            |
| 164              | Thibault Guernalec (FRA) | 90è              |
| 165              | Michel Ries (LUX)        | 86è              |
| 166              | Alan Riou (FRA)          | 116è             |
| 167              | Clément Russo (FRA)      | NP-6             |
| 168              | Alessandro Verre (ITA)   | DNF-14           |

| Team Corratec-Selle Italia COR | Team Corratec-Selle Italia COR | Team Corratec-Selle Italia COR |
| ------------------------------ | ------------------------------ | ------------------------------ |
| Núm                            | Ciclista                       | Pos                            |
| 171                            | Valerio Conti (ITA)            | NP-5                           |
| 172                            | Nicolas Dalla Valle (ITA)      | 125è                           |
| 173                            | Stefano Gandin (ITA)           | NP-11                          |
| 174                            | Alessandro Iacchi (ITA)        | 119è                           |
| 175                            | Alexander Konychev (ITA)       | 100è                           |
| 176                            | Charlie Quaterman (GBR)        | 115è                           |
| 177                            | Veljko Stojnić (SRB)           | 101è                           |
| 178                            | Karel Vacek (CZE)              | 84è                            |

| Team DSM DSM | Team DSM DSM                  | Team DSM DSM |
| ------------ | ----------------------------- | ------------ |
| Núm          | Ciclista                      | Pos          |
| 181          | Andreas Leknessund (NOR)      | 8è           |
| 182          | Alberto Dainese (ITA)         | 124è         |
| 183          | Jonas Iversby Hvideberg (NOR) | 117è         |
| 184          | Niklas Märkl (GER)            | 104è         |
| 185          | Marius Mayrhofer (GER)        | 74è          |
| 186          | Florian Stork (GER)           | DNF-8        |
| 187          | Martijn Tusveld (NED)         | DNF-10       |
| 188          | Harm Vanhoucke (BEL)          | DNF-12       |

| Team Jayco AlUla JAY | Team Jayco AlUla JAY       | Team Jayco AlUla JAY |
| -------------------- | -------------------------- | -------------------- |
| Núm                  | Ciclista                   | Pos                  |
| 191                  | Michael Matthews (AUS)     | 63è                  |
| 192                  | Alessandro De Marchi (ITA) | 38è                  |
| 193                  | Edward Dunbar (IRL)        | 7è                   |
| 194                  | Michael Hepburn (AUS)      | 77è                  |
| 195                  | Lukas Pöstlberger (AUT)    | 95è                  |
| 196                  | Callum Scotson (AUS)       | NP-10                |
| 197                  | Campbell Stewart (NZL)     | 108è                 |
| 198                  | Filippo Zana (ITA) (ruta)  | 18è                  |

| Trek-Segafredo TFS | Trek-Segafredo TFS           | Trek-Segafredo TFS |
| ------------------ | ---------------------------- | ------------------ |
| Núm                | Ciclista                     | Pos                |
| 201                | Mads Pedersen (DEN)          | NP-13              |
| 202                | Amanuel Gebrezgabihier (ERI) | NP-16              |
| 203                | Daan Hoole (NED)             | 109è               |
| 204                | Alex Kirsch (LUX)            | 97è                |
| 205                | Bauke Mollema (NED) (crono)  | 50è                |
| 206                | Toms Skujiņš (LAT) (crono)   | 31è                |
| 207                | Natnael Tesfatsion (ERI)     | NP-11              |
| 208                | Otto Vergaerde (BEL)         | 98è                |

| UAE Team Emirates UAD | UAE Team Emirates UAD     | UAE Team Emirates UAD |
| --------------------- | ------------------------- | --------------------- |
| Núm                   | Ciclista                  | Pos                   |
| 211                   | João Almeida (POR) (ruta) | 3r                    |
| 212                   | Pascal Ackermann (GER)    | 82è                   |
| 213                   | Alessandro Covi (ITA)     | NP-12                 |
| 214                   | Davide Formolo (ITA)      | 30è                   |
| 215                   | Ryan Gibbons (RSA)        | 68è                   |
| 216                   | Brandon McNulty (USA)     | 29è                   |
| 217                   | Diego Ulissi (ITA)        | 28è                   |
| 218                   | Jay Vine (AUS) (crono)    | 34è                   |